# Lendakari
El lendakari (del euskera lehendakari 'jefe de Gobierno'), oficialmente denominado presidente del Gobierno Vasco (en euskera: Eusko Jaurlaritzako lehendakaria), es el presidente de la comunidad autónoma del País Vasco (España). Desde un punto de vista etimológico, significa «quien ejerce de primero», y el Estatuto de Autonomía del País Vasco denomina en español, indistintamente, «presidente» o «lendakari» a la cabeza del poder ejecutivo de la comunidad autónoma. Desde 2024, el titular de este puesto es Imanol Pradales, del Partido Nacionalista Vasco (EAJ-PNV).
La sede de la presidencia del Gobierno Vasco y oficina institucional del lendakari se encuentra ubicada en el barrio de Mendizorroza de la ciudad de Vitoria, al igual que su residencia oficial, el palacio de Ajuria Enea.
Asimismo, en euskera son oficialmente denominados «lehendakari» el presidente del Parlamento Vasco, los presidentes del Gobierno y del Parlamento navarros, así como los presidentes de diversas instituciones tanto públicas como privadas, ya que este vocablo es un sinónimo de «presidente».

## El término «lendakari»
Con anterioridad al establecimiento de la ortografía oficial del euskera en la década de 1970, la denominación utilizada era Euzko Jaurlaritzaren lendakari. No se puede asegurar con certeza que la palabra «lendakari» sea un neologismo atendiendo a estudios diversos sobre los neologismos vascos. Sin embargo, se opina que fue creado por miembros del Partido Nacionalista Vasco, proviniendo de las palabras lehendabizikoa (el primero) y -ari (sufijo para la creación de profesiones).
Los términos genéricos en euskera para «presidente» son presidente (a) o lehendakari (a), mientras que para «gobierno» el término genérico es gobernu(a). En euskera, se reserva el neologismo Jaurlaritza para el Gobierno Vasco.

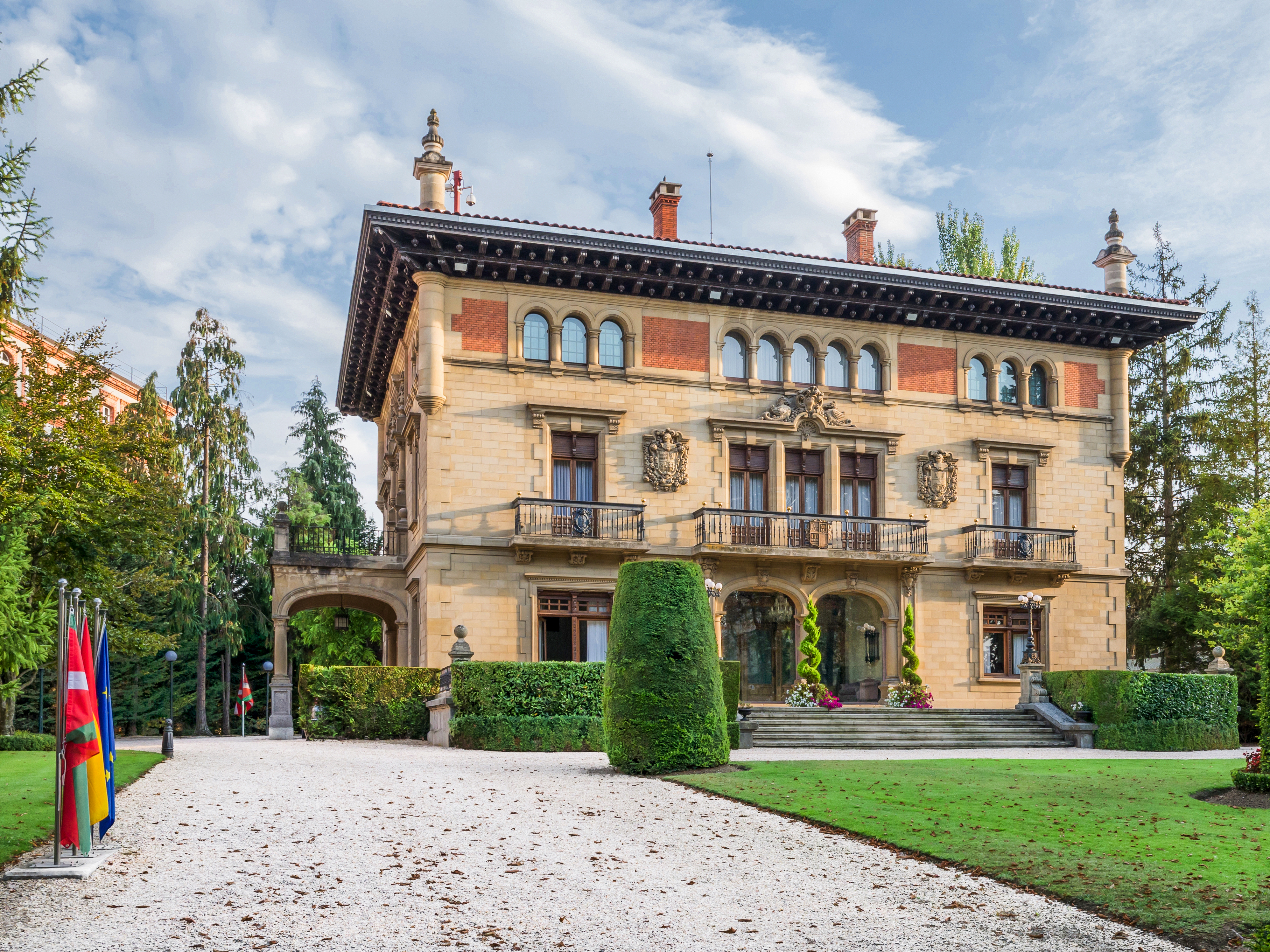
Palacio de Ajuria Enea, residencia oficial del lehendakari del Gobierno Vasco

En euskera el término lehendakari se ha utilizado, desde su creación, como un sinónimo puro de «presidente», término con el cual se intercambia indistintamente para denominar a quien encabece cualquier tipo de órgano de gobierno público o privado. Por ejemplo, además del presidente del Gobierno vasco, es lehendakari en euskera el presidente del Gobierno de Navarra (Nafarroako Gobernuaren lehendakari), el presidente del parlamento (tanto el vasco como el navarro), el presidente de un club deportivo o una asociación, el presidente de una mesa de contratación, el presidente de un concejo, el presidente del consejo de administración de una empresa, etcétera.
En castellano, la única forma aceptada por la Real Academia Española es «lendakari», que es por tanto la forma normativamente correcta, aunque lo habitual es encontrar el término en euskera (lehendakari) en textos escritos en castellano.

## Estatuto personal del lendakari
El lendakari, en razón de su cargo, posee unos derechos y obligaciones propios y diferenciados durante el ejercicio de su mandato, recogidos en el estatuto personal del lendakari.

Artículo 1.

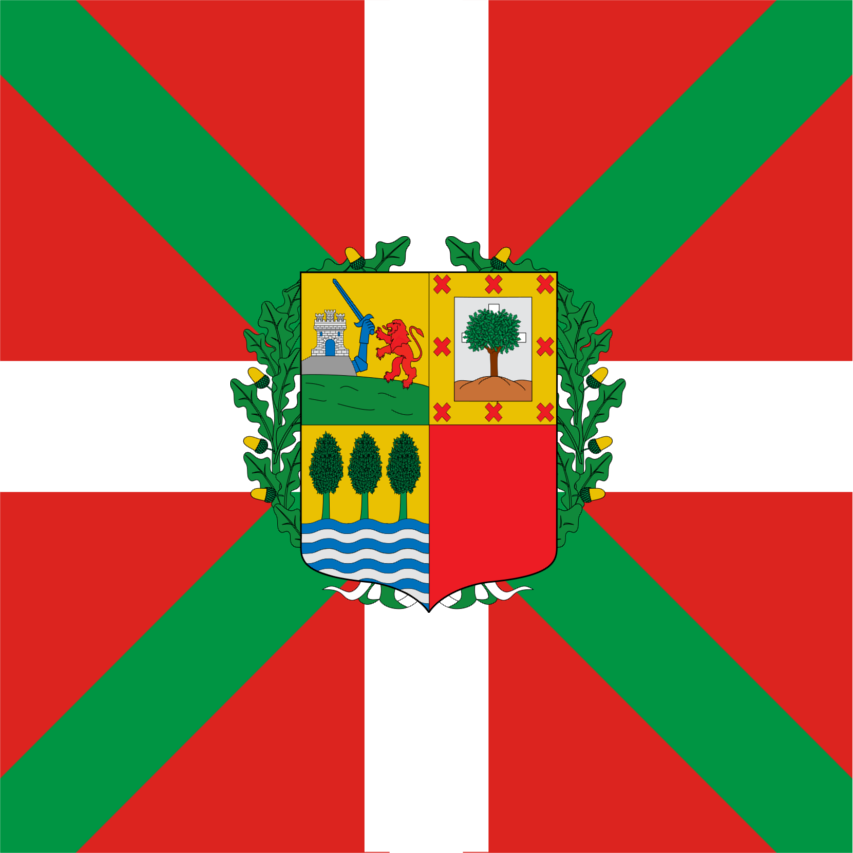
Guion presidencial del lendakari

El lendakari ostenta la suprema representación del pueblo vasco o Euskal Herria constituido en comunidad autónoma, así como la representación ordinaria del Estado en el territorio de dicha comunidad, y asume la Presidencia y dirección del Gobierno, de conformidad con lo previsto en el Estatuto de Autonomía, la presente ley y el resto del ordenamiento jurídico.
Artículo 2.
El lendakari, en razón a su cargo, tiene derecho a:
1.º Recibir el tratamiento de Excelencia.
2.º Utilizar la bandera del País Vasco, como guion.
3.º Ocupar la residencia que oficialmente se establezca, con el personal, servicios y dotación correspondiente a su categoría.
4.º Percibir los sueldos y gastos de representación de su alta jerarquía con cargo a los Presupuestos Generales de la comunidad autónoma.

5.º Que le sean rendidos los honores que en razón a la dignidad de su cargo le correspondan, con arreglo a lo que establecen las normas vigentes en la materia o que en su día se acuerden por la comunidad autónoma.
Ley 7/1981, de 30 de junio, sobre Ley de Gobierno.

Del estatuto personal del lendakari

## Listado de lendakaris
Tanto Aguirre como Leizaola utilizaron el título de «lendakari». Ramón Rubial, presidente del Consejo General Vasco, el órgano preautonómico anterior a la aprobación del estatuto de autonomía, no recibe generalmente la denominación de «lendakari», especialmente por parte del nacionalismo vasco, que hace provenir la legitimidad del cargo del lendakari Leizaola y no del proceso preautonómico.
José Antonio Aguirre fue el primer lendakari de la región autónoma del País Vasco, pero Francisco Franco suspendió el Estatuto de Autonomía de 1936 (al igual que los conciertos económicos de Vizcaya y Guipúzcoa, por considerarlas «provincias traidoras»; no así los de Álava y Navarra). El Gobierno de Euzkadi siguió existiendo en el exilio, con representantes de los mismos partidos que habían constituido el ejecutivo durante la guerra. El PNV se había resistido a la disolución del Gobierno Vasco en el exilio, siguiendo el modelo catalán, pero apenas actuó realmente entre 1975 y el momento de su disolución en 1979, tras la aprobación del estatuto vasco. Más aún, la dimisión del último representante socialista en enero de 1979 lo dejó reducido a su mínima expresión. Los nacionalistas vascos toman su legitimidad del último lendakari en el exilio, Jesús María de Leizaola, y no del Consejo General Vasco, razón por la cual Carlos Garaikoetxea, presidente del Consejo General Vasco desde 1979 y primer presidente del Gobierno Vasco tras la aprobación del estatuto de autonomía (1980), aparece habitualmente, tanto en las manifestaciones públicas de los partidos nacionalistas vascos, como en la web del Gobierno Vasco, como primer lendakari (o tercero, si se cuenta a Aguirre y Leizaola).

### Exlendakaris vivos
Actualmente hay 4 exlendakaris del Gobierno Vasco vivos. El exlendakari más reciente en fallecer fue José Antonio Ardanza (1985-1999) el 8 de abril de 2024 a los 82 años. Los exlendakaris vivos, en orden de servicio, son:

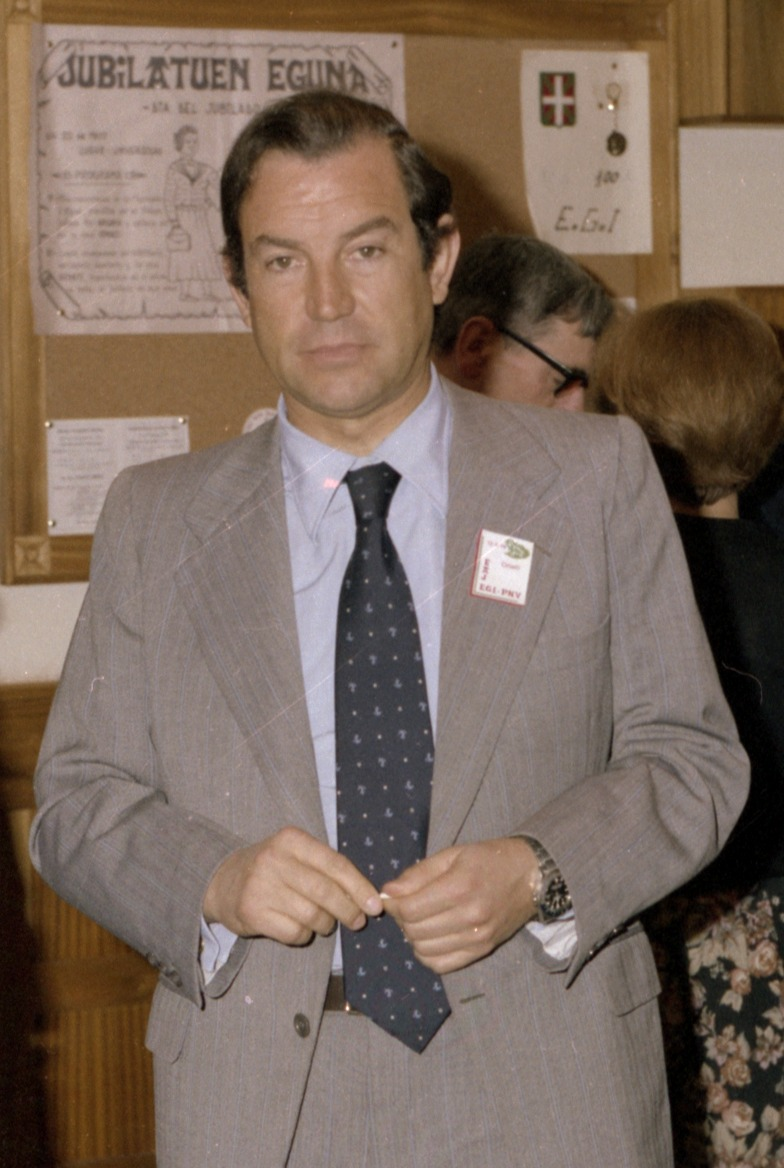
Carlos Garaikoetxea (1980-1985) N. 2 de junio de 1938
87 años
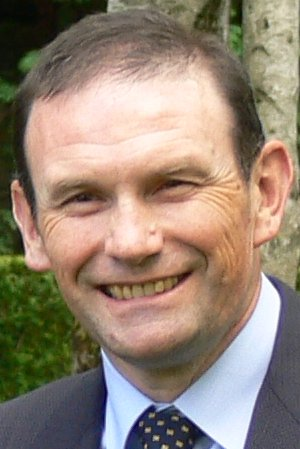
Juan José Ibarretxe (1999-2009) N. 15 de marzo de 1957
68 años
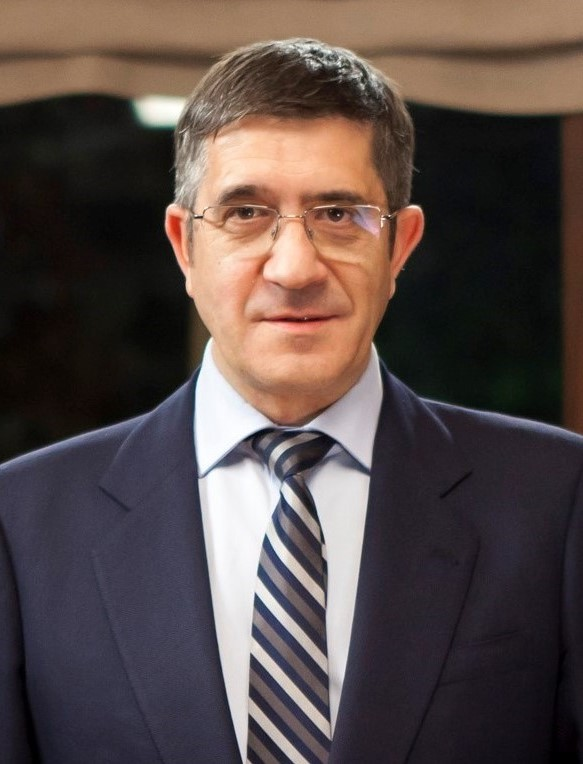
Patxi López (2009-2012) N. 4 de octubre de 1959
65 años
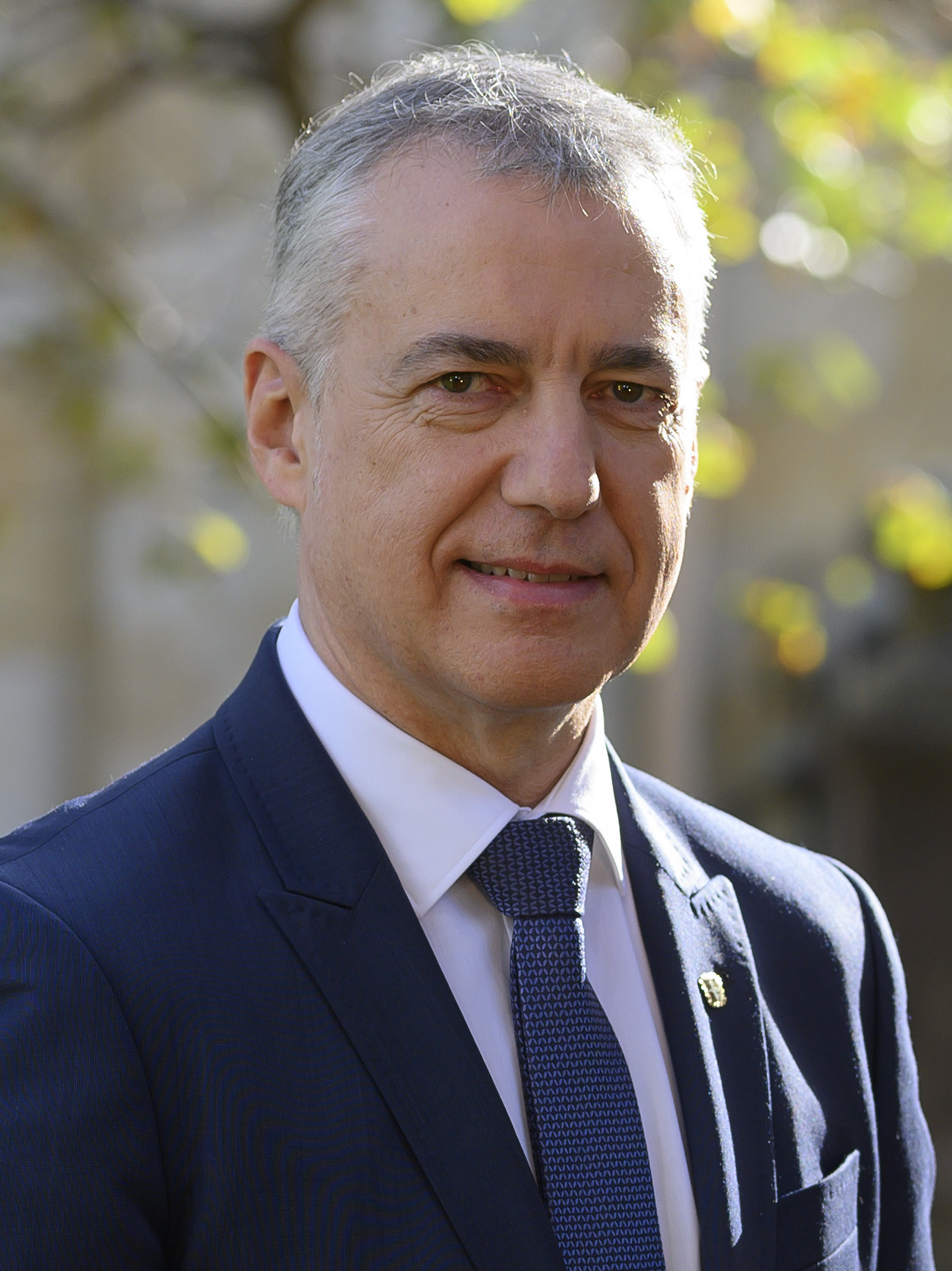
Iñigo Urkullu (2012-2024) N. 18 de septiembre de 1961 63 años